# Merchants Building
El Merchants Building (también conocido como Broadway Merchants Building) es un edificio comercial de estilo neorrenacentista ubicado en 206 East Grand River Avenue (con Broadway Street) en el Downtown de Detroit, Míchigan. Fue incluido en el Registro Nacional de Lugares Históricos en 1983. Se encuentra dentro del Distrito Histórico de Broadway Avenue.

## Historia
El Merchants Building fue diseñado por Otto Misch Company. A lo largo de su historia, ha albergado muchos negocios, incluidos al menos tres peleteros, Midwest Woollen Co., Kroger Grocery & Bakery, NY Life Insurance Co., un joyero y taller de reparación de calzado. Fue inscrito en el Registro Nacional de Lugares Históricos el 25 de noviembre de 1983.

## Descripción
El Merchants Building tiene 8 pisos de altura. Está construido de acero y hormigón armado, y envuelto con terracota. La fachada está dividida verticalmente en tres secciones: los dos pisos inferiores son el área de la tienda, los cinco pisos intermedios están divididos por paneles de metal con paneles en relieve y las ventanas del piso superior están divididas por escudos de terracota. Se encuentra en pleno Distrito Histórico de Broadway Avenue, al lado del neoclásico Harvard Square Centre (1925).